# Carpathia Festival
Carpathia Festival – międzynarodowy festiwal muzyczny odbywający się corocznie w Rzeszowie. Dyrektorem festiwalu jest Anna Czenczek.

## Historia
W dniach 1-3 maja 2005 roku w Rzeszowie odbył się I Ogólnopolski Festiwal Piosenki Polskiej Rzeszów 2005. Do festiwalu zakwalifikowało się 31 wykonawców z całego kraju. Komisja pod przewodnictwem artystki Agnieszki Fatygi wyłoniła zwycięzców, a Grand Prix zdobył Bartosz Jaśkowski.
W maju 2006 Rzeszów  gościł śpiewającą młodzież w wieku od 16 do 27 lat, z Polski i  miast partnerskich Rzeszowa (Iwano-Frankowsk, Koszyce, Nyiregyhaza).
Do udziału w festiwalu zgłosiło się 80 chętnych. Po przesłuchaniach wstępnych zakwalifikowano 31 solistów, 1 duet i 3 zespoły muzyczne. Finalistom festiwalu akompaniował zespół złożony z najlepszych muzyków z całego Podkarpacia. Jest to jeden z nielicznych festiwali w Polsce, gdzie wokalistom akompaniuje żywy zespół. Komisja pod przewodnictwem dyrygenta, kompozytora i aranżera pochodzącego z Rzeszowa, Zygmunta Kukli, wyłoniła zwycięzców, a nagrodę główną - 1000 euro zdobył Tomasz Szczepanik z zespołem Pectus. Międzynarodowy Festiwal Piosenki "Carpathia Festival" odbył się w terminie od 18 do 21 maja 2006 r.
W roku 2007 w finale festiwalu udział wzięło blisko dwustu młodych artystów, w których repertuarze znalazły się piosenki autorskie i utwory popularne w stylu pop-music na najwyższym poziomie - soliści, duety i zespoły muzyczne reprezentujące 9 krajów: Polskę, Słowację, Węgry, Ukrainę, Litwę, Białoruś, Rumunię, Rosję i Wielką Brytanię. Solistom, którzy zostali zakwalifikowani do udziału w festiwalu, a nie posiadają własnego zespołu, akompaniowała orkiestra festiwalowa pod dyrekcją Zbigniewa Jakubka.
Warsztaty wokalne prowadzone były przez dyrektor festiwalu Annę Czenczek, wspólnie z profesor Jadwigą Gałęską-Tritt i Barbarą Tritt. Warsztaty instrumentalne prowadził Zygmunt Kukla oraz Zbigniew Jakubek. Jury festiwalowe, w skład którego weszły osobistości europejskiego życia muzycznego: Zbigniew Wodecki (szef artystycznej komisji kwalifikacyjnej), Jadwiga Gałęska-Tritt, Elżbieta Zapendowska, Zygmunt Kukla, Jerzy Dynia, Egon Póka, Peter Lipa, Attila Weinberger, Natalia Kukulska - przewodnicząca, na podstawie punktacji w skali od 1 do 10 przyznało Grand Prix (4,5 tysiąca złotych) oraz nagranie promocyjnej płyty (w kwocie do 20 tysięcy złotych) przyznała Peterowi Cmorikowi z zespołem z Bratysławy (Słowacja). Przyznano również nagrody za najciekawszą osobowość sceniczną i najlepszą kompozycję. Ponadto, poprzez plebiscyt sms-owy, przyznana została nagroda publiczności. Łączna pula nagród to 50 tysięcy złotych. Dodatkowym wyróżnieniem dla 20 wokalistów jest zakwalifikowanie się do udziału w bezpłatnych warsztatach wokalnych "Carpathia Festival Vocal Workshop", prowadzonych przez Elżbietę Zapendowską przy akompaniamencie orkiestry festiwalowej, które odbędą się w Rzeszowie w dniach 21-26 stycznia 2008 roku. Gwiazdami "Carpathia Festival - Rzeszów 2007" były Natalia Kukulska (przewodnicząca jury) oraz Maryla Rodowicz, której koncert odbył się podczas finału festiwalu 20 maja 2007 roku na rzeszowskich Bulwarach przy 25 tysiącach publiczności.

## Gwiazdy
- 2005 – Agnieszka Fatyga
- 2006 – Ryszard Rynkowski
- 2007 – Natalia Kukulska, Maryla Rodowicz
- 2008 – Josef Ivaska, Janusz Radek, Majka Jeżowska, Peter Cmorik, Perfect
- 2009 – Bracia, Ratatam, Patrycja Markowska, Marek Ztracený, Kombi, Pectus,
- 2010 – Śrubki (Michał Jurkiewicz, Dorota Miśkiewicz, Grzegorz Turnau, Zbigniew Wodecki, Kuba Badach), Bajm, Ewa Farna
- 2011 – Łzy, 3nity Brothers, Millenium Band, Michał Karpacki & De Mono
- 2012 – Gordon Haskell
- 2013 – Pectus, Małgorzata Ostrowska
- 2014 – Varius Manx, Liber
- 2015 – Kasia Popowska, RSC
- 2016 – Universe
- 2017 – Janusz Radek, Anna Cyzon

## Laureaci
- 2005 – Bartosz Jaśkowski
- 2006 – Tomasz Szczepanik z zespołem Pectus
- 2007 – Peter Cmorik
- 2008 – Mateusz Krautwurst z zespołem The Positive
- 2009 – Adam Ďurica Band
- 2010 – 3nity Brothers
- 2011 – Ralph Kamiński
- 2012 – Anna Grzelak
- 2013 – Call Me Steve
- 2014 – Safi Rakover
- 2015 – Jakub Prachowski
- 2016 – Anna Cyzon
- 2017 – Eleonora Vecchio